# Фађету (Прахова)
Фађету (рум. Făgetu) насеље је у Румунији у округу Прахова у општини Гура Витиоареј. Oпштина се налази на надморској висини од 293 m.

## Становништво
Према подацима из 2002. године у насељу је живело 981 становника, од којих су сви румунске националности.